# 法国王太子

法国王太子盾徽

法国王太子，严格地应称为维埃纳海豚（Dauphin de Viennois），是从1350年到1791年和从1824年到1830年授予法国王位继承人的头衔。
维埃纳伯爵居伊八世（Guy VIII）的的盾徽中有一条海豚，他也绰号海豚。“海豚”一词逐渐成为他的家族的世袭头衔，直到1349年，当时在位的温伯特二世 (Humbert II)将其领地卖给腓力六世，条件是法王的继承人将持有这一头衔。从此法国的王位继承人被称为“海豚”（le Dauphin），其夫人称“女海豚”（la Dauphine）。
第一位称「海豚」的王子是查理五世。这个头衔相当于英国的威尔士亲王。法国王太子的官方全称在1461年之前是“託上帝洪福，维埃纳的「海豚」、维耶努瓦和迪瓦伯爵”。「海豚」會穿上一件在手臂处織上代表多菲内的海豚图案、同时有代表法国王室的百合花的衣服。

## 法国王太子列表

### 瓦盧瓦王朝
| 图片 | 名字                            | 父親         | 出生           | 即位           | 去位                    | 逝世           | 曾用头衔 並用头衔        | 稱號         | 王太子妃                         |
| ---- | ------------------------------- | ------------ | -------------- | -------------- | ----------------------- | -------------- | ------------------------ | ------------ | -------------------------------- |
|      | 查理                            | 约翰二世     | 1338年1月21日  | 1350年8月22日  | 1364年4月8日 成为國王   | 1380年9月16日  | 诺曼底公爵               | 查理五世     | 波旁的让娜                       |
|      | 查理，第三任法国王太子          | 查理五世     | 1368年12月3日  | 1368年12月3日  | 1380年9月16日 成为國王  | 1422年10月21日 |                          | 查理六世     | –                                |
|      | 查理，第四任法国王太子          | 查理六世     | 1386年9月26日  | 1386年9月26日  | 1386年12月28日          | 1386年12月28日 |                          | –            | –                                |
|      | 查理，第五任法国王太子          | 查理六世     | 1392年2月6日   | 1392年2月6日   | 1401年1月13日           | 1401年1月13日  | 吉耶讷公爵               | –            | –                                |
|      | 路易，第六任法国王太子          | 查理六世     | 1397年1月22日  | 1401年1月13日  | 1415年12月18日          | 1415年12月18日 | 吉耶讷公爵               | –            | 勃艮第的玛格莉特                 |
|      | 约翰，第七任法国王太子          | 查理六世     | 1398年8月31日  | 1415年12月18日 | 1417年4月5日            | 1417年4月5日   | 图赖讷公爵               | –            | 埃诺的雅克琳                     |
|      | 查理，第八任法国王太子          | 查理六世     | 1403年2月22日  | 1417年4月5日   | 1422年10月21日 成为國王 | 1461年7月22日  | 蓬蒂厄伯爵               | 查理七世     | –                                |
|      | 路易，第九任法国王太子          | 查理七世     | 1423年7月3日   | 1423年7月3日   | 1461年7月22日 成为國王  | 1483年8月30日  |                          | 路易十一     | 苏格兰的玛格莉特; 萨伏伊的夏洛特 |
|      | 弗朗索瓦，第十任法国王太子      | 路易十一     | 1466年         | 1466年         | 1466年                  | 1466年         |                          | –            | –                                |
|      | 查理，第十一任法国王太子        | 路易十一     | 1470年7月30日  | 1470年7月30日  | 1483年8月30日 成为國王  | 1498年4月7日   |                          | 查理八世     | –                                |
|      | 查理-奥兰多，第十二任法国王太子 | 查理八世     | 1492年10月11日 | 1492年10月11日 | 1495年12月16日          | 1495年12月16日 |                          | –            | –                                |
|      | 查理，第十三任法国王太子        | 查理八世     | 1496年9月8日   | 1496年9月8日   | 1496年10月2日           | 1496年10月2日  |                          | –            | –                                |
|      | 弗朗索瓦，第十四任法国王太子    | 查理八世     | 1497年7月      | 1497年7月      | 1497年7月               | 1497年7月      |                          | –            | –                                |
|      | 弗朗索瓦，第十五任法国王太子    | 弗朗索瓦一世 | 1518年9月28日  | 1518年9月28日  | 1536年8月10日           | 1536年8月10日  | 布列塔尼公爵             | –            | –                                |
|      | 亨利，第十六任法国王太子        | 弗朗索瓦一世 | 1519年3月31日  | 1536年8月10日  | 1547年3月31日 成为國王  | 1559年7月10日  | 奥尔良公爵, 布列塔尼公爵 | 亨利二世     | 凯瑟琳·德·美第奇                 |
|      | 弗朗索瓦，第十七任法国王太子    | 亨利二世     | 1544年1月19日  | 1547年3月31日  | 1559年7月10日 成为國王  | 1560年12月5日  | 苏格兰王夫               | 弗朗索瓦二世 | 苏格兰的玛丽                     |

### 波旁王朝
| 图片 | 名字                                | 父親        | 出生           | 即位           | 去位                        | 逝世           | 曾用头衔 並用头衔 | 稱號     | 王太子妃                                          |
| ---- | ----------------------------------- | ----------- | -------------- | -------------- | --------------------------- | -------------- | ----------------- | -------- | ------------------------------------------------- |
|      | 路易，第十八任法国王太子            | 亨利四世    | 1601年9月27日  | 1601年9月27日  | 1610年5月14日 成为國王      | 1643年5月14日  |                   | 路易十三 | –                                                 |
|      | 路易，第十九任法国王太子            | 路易十三    | 1638年9月5日   | 1638年9月5日   | 1643年5月14日 成为國王      | 1715年9月1日   |                   | 路易十四 | –                                                 |
|      | 大路易，第二十任法国王太子          | 路易十四    | 1661年11月1日  | 1661年11月1日  | 1711年4月14日               | 1711年4月14日  |                   | –        | 巴伐利亚的玛丽·安娜                               |
|      | 小路易，第二十一任法国王太孫        | 大路易      | 1682年8月16日  | 1711年4月14日  | 1712年2月18日               | 1712年2月18日  | 勃艮第公爵        | –        | 萨伏伊的玛丽·阿德莱德公主                         |
|      | 路易，第二十二任法国王太曾孫        | 小路易      | 1707年2月8日   | 1712年2月18日  | 1712年3月8日                | 1712年3月8日   | 布列塔尼公爵      | –        | –                                                 |
|      | 路易，第二十三任法国王太曾孫        | 小路易      | 1710年2月15日  | 1712年5月8日   | 1715年9月1日 成为國王       | 1774年5月10日  | 安茹公爵          | 路易十五 | –                                                 |
|      | 路易-斐迪南，第二十四任法国王太子   | 路易十五    | 1729年9月4日   | 1729年9月4日   | 1765年12月20日              | 1765年12月20日 |                   | –        | 西班牙的玛丽·特蕾莎·拉法埃拉; 萨伏伊的玛丽-约瑟菲 |
|      | 路易-奥古斯都，第二十五任法国王太孫 | 路易-斐迪南 | 1754年8月23日  | 1765年12月20日 | 1774年5月10日 成为國王      | 1793年1月21日  | 贝里公爵          | 路易十六 | 奥地利的玛丽·安托瓦内特                           |
|      | 路易-约瑟夫，第二十六任法国王太子   | 路易十六    | 1781年10月22日 | 1781年10月22日 | 1789年6月4日                | 1789年6月4日   |                   | –        | –                                                 |
|      | 路易-查理，第二十七任法国王太子     | 路易十六    | 1785年3月27日  | 1789年6月4日   | 1792年9月21日 1793年1月21日 | 1795年6月8日   | 诺曼底公爵        | 路易十七 | –                                                 |
|      | 路易-安托万，第二十八任法国王太子   | 查理十世    | 1775年8月6日   | 1824年9月16日  | 1830年8月2日 1836年11月6日  | 1844年6月3日   | 昂古莱姆公爵      | 路易十九 | 玛丽-特蕾莎-夏洛特                                |